# Guangxi
Guangxi (kineski: 广西, pinyin: Guăngxī), službenog naziva Autonomna regija Guangxi naroda Žuana (kin. 广西壮族自治区, Guǎngxī Zhuàngzú Zìzhìqū) je jedna od pet autonomnih regija NR Kine. Nalazi se na planinskom jugu zemlje uz granicu s Vijetnamom. Ima površinu od 236.700 km² i 48.890.000 stanovnika (2004.). Glavni grad je Nanning.
Narodi koje ovdje žive su: Han Kinezi (62,0%), Žuana (32%), Yao (3%) i Mjao (1%).

## Zemljopis
Guangxi se nalazi na jugu Kine gdje graniči na jugu s Vijetnamom, te kineskim pokrajinama Yunnan na zapadu, Guizhou na sjeveru, Hunan na sjeveroistoku i Guangdong na istoku. Gorje Nan (南岭, Nánlǐng) tvori njegovu sjevernu granicu, a od njega se grana gorje Yuecheng na kojemu se nalazi i najviši vrh pokrajine, 2.142 m visoka planina Māo'ér (Kitten).
Brojne rijeke prosijecaju kroz planinski krajolik, od kojih su većina pritoke rijeke Xi Jiang (西江)
Klima u Guangxiju je suptropska.

## Povijest
Dijelovi ove regije, izvorno naseljeni narodom Baiyue, prvi su put postali dio Kine 214. pr. Kr., u vrijeme dinastije Qin. Od 226. god. dobiva naziv Guangdong, što znači „zapadno prostranstvo”, koje je s Guangdongom („Istočnim prostranstvom”) činilo pokrajinu Liangguang (兩廣; doslovno „Dva prostranstva”), koja je tijekom dinastije Song podijeljena na današnje pokrajine.
Tijekom dinastije Tang Žuane iz Guangxia su poduprijele kraljevstvo Nanzhao iz Yunnana koje je uspješno odbilo napade sarske vojske 751. i 754. god. Tada je nanzhaoski Guangxi podijeljen na područje istočno od Nanninga, s većinskim stanovništvom Žuana, i područje zapadno od Nanninga gdje su većinu činili Han Kinezi. Nakon propasti Nanzhaa, 971. god. ovo podrulje je anektirala dinastija Song i od tada za ovo područje ratuju Kinezi sa sjevera i Vijetnamci s juga. Zbog toga je vođa Žuana, Nong Zhigao, poveo bunu 1052. god. koje se Žuane još uvijek rado sjećaju. Nakon kratkotrajne neovisnosti, general dinastije Song, Di Qing, je vratio Guangxi Kini. 
Od propasti dinastije Song, Mongoli, a poslije i dinastija Ming, su labavo vladali ovim područjem, najčešće tako što su huškali lokalne vladare jedne protiv drugih. Tako je 1465. god. zabilježeno kako je u bitci kod klanca Rattan, između Žuana i naroda Yao, poginulo oko 20.000 vojnika.
God. 1850., Hong Xiuquan je u Guanxiju poveo Taipinški ustanak protiv vladajuće mandžurijske dinastije Qing. Do 1864. god. trajao je ovaj jedan od najkrvavijih ratnih sukoba u povijesti u kojemu je život izgubilo oko 20 milijuna ljudi. Carstvo je naposljetku ugušilo pobunu uz pomoć francuskih i britanskih snaga. Opijumski ratovi su uglavnom vođeni oko ovog područja, ali je Francusko-Kineski rat 1884. – 85. god. vođen upravo ovdje. Naposljetku su Kinezi uspjeli odbaciti Francuze na jug u Vijetnam.
Nakon pada Carstva 1911. god. ovim područjem su vladali lokalni Žuana vladari, koji su se sukobili sa Sun Jat-senom 1920. – 21. god., nakon čega su uslijedile godine bezvlašća dok Li Zongren nije ustanovio vlast Kuomintanga. Njegove snage su bile odgovorne za Šangajski masakr 1927. god. i gušenje komunističke Baise pobune u Guangxiju koju je vodio Deng Šaoping 1929. god.
Japanci su okupirali Guangxi 1944. godine, a u prosincu 1949. priključio se NR Kini i odmah postao autonomna regija naroda Žuana. Ova kontinentalna pokrajina je 1952. dobila mali dio morske obale od pokrajine Guangdong, što je poništeno 1955., pa ponovo vraćeno 1965. god.
BDP Guangxija je u 2008. godini iznosio 103 milijarde američkih dolara.

## Uprava
Guangxi je podijeljen na 14 gradskih prefektura, 56 okruga, 34 distrikta, 12 etničkih okruga i 7 gradskih okruga. Četrnaest prefektura su:
| Zemljovid              | #             | Naziv                    | Upravno sjedište           | Kinesko pismo Pinyin | Zhuang    | Stanovništvo (2010.) |
| ---------------------- | ------------- | ------------------------ | -------------------------- | -------------------- | --------- | -------------------- |
|                        |               |                          |                            |                      |           |                      |
| — Gradske prefekture — |               |                          |                            |                      |           |                      |
| 1.                     | Baise         | Youjiang (distrikt)      | 百色市 Bǎisè Shì           | Si Baksaek           | 3.466.800 |                      |
| 2.                     | Hechi         | Jinchengjiang (distrikt) | 河池市 Héchí Shì           | Si Hozciz            | 3.369.200 |                      |
| 3.                     | Liuzhou       | Chengzhong (distrikt)    | 柳州市 Liǔzhōu Shì         | Si Liujcouh          | 3.758.700 |                      |
| 4.                     | Guilin        | Xiangshan (distrikt)     | 桂林市 Guìlín Shì          | Si Gveilinz          | 4.748.000 |                      |
| 5.                     | Hezhou        | Babu (distrikt)          | 贺州市 Hézhōu Shì          | Si Hohcouh           | 1.954.100 |                      |
| 6.                     | Chongzuo      | Jiangzhou (distrikt)     | 崇左市 Chóngzuǒ Shì        | Si Cungzcoj          | 1.994.300 |                      |
| 7.                     | Nanning       | Qingxiu (distrikt)       | 南宁市 Nánníng Shì         | Si Namzningz         | 6.661.600 |                      |
| 8.                     | Laibin        | Xingbin (distrikt)       | 来宾市 Láibīn Shì          | Si Leizbingz         | 2.099.700 |                      |
| 9.                     | Guigang       | Gangbei (distrikt)       | 贵港市 Guìgǎng Shì         | Si Gveigangj         | 4.118.800 |                      |
| 10.                    | Wuzhou        | Wanxiu (distrikt)        | 梧州市 Wúzhōu Shì          | Si Ngouzcouh         | 2.882.200 |                      |
| 11.                    | Fangchenggang | Gangkou (distrikt)       | 防城港市 Fángchénggǎng Shì | Si Fangzcwngzgangj   | 866.900   |                      |
| 12.                    | Qinzhou       | Qinnan (distrikt)        | 钦州市 Qīnzhōu Shì         | Si Ginhcouh          | 3.079.700 |                      |
| 13                     | Beihai        | Haicheng (distrikt)      | 北海市 Běihǎi Shì          | Si Baekhaij          | 1.539.300 |                      |
| 14.                    | Yulin         | Yuzhou (distrikt)        | 玉林市 Yùlín Shì           | Si Yoglinz           | 5.487.400 |                      |

## Vanjske poveznice
- Službene stranice Autonomne regije Guangxi  Arhivirana inačica izvorne stranice od 3. veljače 2013. (Wayback Machine) (kin.)
- Guangxi na portalu Encyclopædia Britannica (engl.)
- Guangxi Zhuang Autonomous Region